# Ytre Nordmøre prosteri

Prosterier i Møre stift. Det blåa området på kartan är Ytre Nordmøre prosteri.

Ytre Nordmøre prosteri (norska: Ytre Nordmøre prosti) är ett kontrakt (prosteri, norska: prosti) i Møre stift inom Norska kyrkan. Kontraktet omfattar kommunerna Aure, Averøy, Kristiansund och Smøla i Møre og Romsdal fylke i västra Norge.
Namnet syftar på att kontraktet omfattar den yttre delen av landskapet Nordmøre.

## Socknar
Ytre Nordmøre prosteri består av tolv socknar (norska: sokn eller sogn):

### Aure kommun
- Aure socken
- Stemshaugs socken
- Tustna socken

### Averøy kommun
- Bremsnes socken
- Kornstads socken
- Kvernes socken

### Kristiansunds kommun
- Frei socken
- Kristiansunds socken
- Nordlandets socken

### Smøla kommun
- Brattværs socken
- Edøy socken
- Hopens socken